# Nederland op het Junior Eurovisiesongfestival 2007
Het Junior Songfestival 2007 was de vijfde editie van het Junior Songfestival in Nederland. Er waren tien deelnemers verdeeld over twee halve finales en één finale. De winnaars waren Lisa, Amy & Shelley, met het nummer "Adem in, adem uit". De show werd gepresenteerd door Sipke Jan Bousema.

## Uitslagen

### Halve finale 1
- De eerste halve finale werd gehouden op 22 september 2007, waar Lisa, Amy & Shelley en Nigel & Renaldo door gingen naar de finale.

| Plaats | Artiest             | Lied                   | Kinderjury | Jury | Televoting | Totaal |
| ------ | ------------------- | ---------------------- | ---------- | ---- | ---------- | ------ |
| 1      | Lisa, Amy & Shelley | "Adem in, adem uit"    | 12         | 12   | 12         | 36     |
| 2      | Nigel & Renaldo     | "Tril met die bil"     | 10         | 10   | 9          | 29     |
| 3      | Tess                | "Geef elkaar een hand" | 9          | 9    | 10         | 28     |
| 4      | Démira              | "Ik wil rocken"        | 8          | 8    | 8          | 24     |
| 5      | Jelle               | "Ik ben verliefd"      | 7          | 7    | 7          | 21     |

### Halve finale 2
- De tweede halve finale werd gehouden op 29 september 2007. Zanna en Famke gingen door naar de finale, Serge en Dion kregen de wildcard.

| Plaats | Artiest                 | Lied                | Kinderjury | Jury | Televoting | Totaal |
| ------ | ----------------------- | ------------------- | ---------- | ---- | ---------- | ------ |
| 1      | Zanna                   | "Zeg me wereld"     | 10         | 12   | 12         | 34     |
| 2      | Famke                   | "Als je iets wilt"  | 12         | 9    | 9          | 30     |
| 3      | Gaia                    | "Zingen is leven"   | 9          | 10   | 7          | 26     |
| 4      | Serge & Dion            | "Jij hoort bij ons" | 7          | 7    | 10         | 24     |
| 5      | Cher, Stephanie & Jewel | "Switch"            | 8          | 8    | 8          | 24     |

### Finale
- De finale werd gehouden op 6 oktober 2007 en werd gewonnen door Lisa, Amy en Shelley.

| Plaats | Artiest             | Lied                | Kinderjury | Jury | Televoting | Totaal |
| ------ | ------------------- | ------------------- | ---------- | ---- | ---------- | ------ |
| 1      | Lisa, Amy & Shelley | "Adem in, adem uit" | 12         | 12   | 12         | 36     |
| 2      | Zanna               | "Zeg me, wereld"    | 10         | 10   | 10         | 30     |
| 3      | Nigel & Renaldo     | "Tril met die bil"  | 9          | 9    | 8          | 26     |
| 4      | Serge & Dion        | "Jij hoort bij ons" | 7          | 7    | 9          | 23     |
| 5      | Famke               | "Als je iets wilt"  | 8          | 8    | 7          | 23     |

## Trivia
- Amy en Shelley zijn tweeling en Lisa is de grotere zus van de twee.
- Het Junior Eurovisiesongfestival 2007 vond ook plaats in Nederland.

## In Rotterdam
Het Junior Eurovisiesongfestival 2007 werd voor het eerst in de geschiedenis van het festival in Nederland georganiseerd. Ahoy Rotterdam was het decor voor de show met zeventien Europese landen. Hoewel de Nederlandse meiden een van de favorieten waren, eindigden ze in de middenmoot. Europa had een elfde plaats over voor Lisa, Amy en Shelley.

### Gekregen punten
| 12 punten | 10 punten | 8 punten  | 7 punten | 6 punten              |
| --------- | --------- | --------- | -------- | --------------------- |
|           | - België  |           |          | - Zweden              |
| 5 punten  | 4 punten  | 3 punten  | 2 punten | 1 punt                |
|           | - Cyprus  | - Georgië | - Malta  | - Armenië - Bulgarije |

2003 · 2004 · 2005 · 2006 · 2007 · 2008 · 2009 · 2010 · 2011 · 2012 · 2013 · 2014 · 2015 · 2016 · 2017 · 2018 · 2019 · 2020 · 2021 · 2022 · 2023 · 2024
Armenië · België · Bulgarije · Cyprus · Georgië · Griekenland · Litouwen · Macedonië · Malta · Nederland · Oekraïne · Portugal · Roemenië · Rusland · Servië · Wit-Rusland · Zweden